# Paolo Totò
Paolo Totò, nascido a 22 de janeiro de 1991 em Fermo, é um ciclista italiano, profissional desde 2016 e que atualmente milita no conjunto Work Service Dynatek Vega.
O Tribunal Nacional Antidopagem italiano suspendeu-o por um ano após faltar três vezes na obrigação de localização à que estão sujeitos os ciclistas na luta contra o dopagem.

## Palmarés
2014 (como amador)
- Giro do Casentino

2017
- 1 etapa do Tour da Albânia

2018
- GP Laguna[3]

2019
- 1 etapa do Tour de Szeklerland